# Pietro Ossola
Pietro Ossola (Barone Canavese, 21 settembre 1889 – Barone Canavese, 25 agosto 1954) è stato un vescovo cattolico italiano.

## Biografia
Pietro Ossola nacque a Barone Canavese il 21 settembre 1889.
Fu ordinato sacerdote il 29 maggio 1915 e dal giugno 1931 al settembre 1942, fu rettore del Pontificio Seminario Regionale Pugliese "Pio XI" di Molfetta.
Il 21 agosto 1940 fu eletto vescovo titolare di Assume, per essere consacrato il 29 settembre seguente.
Il 1º settembre 1946 fu nominato vescovo delle diocesi di Montalto e Ripatransone, unite in persona episcopi. Prese possesso delle due sedi rispettivamente l'8 e il 10 dicembre seguenti. Il 1º dicembre 1951 fu però costretto a dimettersi per gravi motivi di salute e fu nominato vescovo titolare di Verbe.
Si ritirò in Piemonte, dove morì il 25 agosto 1954.

## Genealogia episcopale
La genealogia episcopale è:
- Cardinale Scipione Rebiba
- Cardinale Giulio Antonio Santori
- Cardinale Girolamo Bernerio, O.P.
- Arcivescovo Galeazzo Sanvitale
- Cardinale Ludovico Ludovisi
- Cardinale Luigi Caetani
- Cardinale Ulderico Carpegna
- Cardinale Paluzzo Paluzzi Altieri degli Albertoni
- Papa Benedetto XIII
- Papa Benedetto XIV
- Papa Clemente XIII
- Cardinale Marcantonio Colonna
- Cardinale Giacinto Sigismondo Gerdil, B.
- Cardinale Giulio Maria della Somaglia
- Cardinale Carlo Odescalchi, S.I.
- Cardinale Costantino Patrizi Naro
- Cardinale Lucido Maria Parocchi
- Papa Pio X
- Papa Benedetto XV
- Papa Pio XII
- Cardinale Giuseppe Pizzardo
- Vescovo Pietro Ossola